# Mihai Iliescu
Mihai Iliescu (n. 8 noiembrie 1942 – d. 17 decembrie 2020) a fost un general (cu 4 stele) român.

## Biografie
S-a născut la 8 noiembrie 1942.
Colonelul Mihai Iliescu a fost înaintat la gradul de general-maior (cu 1 stea) la data de 22 octombrie 1991 și apoi, la 20 octombrie 2005, la cel de general de divizie (cu 2 stele).
Generalul de divizie Mihai Iliescu a fost înaintat la gradul de general de corp de armată (cu 3 stele) la 15 iunie 2001 și a fost trecut în rezervă cu acest grad.
Printr-un decret prezidențial din 29 octombrie 2008, Mihai Dumitru Iliescu a fost înaintat la gradul de general (cu 4 stele) în retragere.
S-a prăpădit la 17 decembrie 2020. Nicolae Ciucă, ministrul Apărării Naționale, a transmit un mesaj.